# San Jerónimo en oración (El Bosco)
San Jerónimo en oración o La Expiación de San Jerónimo, es un cuadro del pintor flamenco El Bosco, ejecutado en óleo sobre tabla y que mide 77 centímetros de alto por 59 cm de ancho. Se encuentra en el Museo de Bellas Artes de Gante (Bélgica). 

## Historia
Como el resto de obras del Bosco, su datación no es unánime. Se ha considerado tradicionalmente una obra de transición entre juventud y madurez: Baldass señala 1490-1500 y Larsen 1495-1500; Wundram indica hacia 1500; Combe la sitúa en torno a 1505. Tras los análisis dendrocronológicos se ha fijado como años 1482 o después.
Fue comprada para el Museo de Bellas Artes de Gante en 1908.

## Análisis del cuadro
A Jerónimo de Estridón se le solía representar en el siglo XV estudiando en su gabinete, como puede verse, por ejemplo, en el San Jerónimo en su gabinete, de la misma época (1480, iglesia de Ognissanti, Florencia), obra de Domenico Ghirlandaio. En cambio, El Bosco lo sitúa en un paisaje, como hizo Leonardo en su San Jerónimo, también datado hacia 1480. Solo que el paisaje del Bosco está lleno de figuras infernales, con plantas, árboles y rocas antropomorfas y visiones con símbolos sexuales. Es también inusual representarlo boca abajo tumbado, y no arrodillado.
El entorno de pesadilla que rodea a la figura del santo permite relacionar este cuadro con el tema de Las Tentaciones de San Antonio, tratado por el Bosco en un cuadro en el Museo del Prado y en un tríptico en Lisboa.
En la parte inferior aparecen los dos atributos de este Padre de la Iglesia: a la derecha, el capelo cardenalicio, a la izquierda el león, bastante humilde y doméstico.
El santo está enmarcado por una roca que parece una concha. Sobre ella están las tablas de la ley. En este punto, Combe recuerda el Tabernáculo espiritual de Ruysbroeck, que menciona a Moisés salvado de las aguas, identificándolo con el santo, que se dispone a preparar las tablas de piedra, símbolo del «fin de las tentaciones» (Cinotti, 1966).
A la derecha del santo hay un árbol hueco rodeado por su manto cardenalicio. En sus ramas están posados una lechuza y un pájaro carpintero; la primera simboliza la herejía y el segundo, la lucha contra ella.
El paisaje es de una gran calidad pictórica. Larsen (1998) lo calificó de «Paisaje cósmico que recuerda a Patinir». La mitad superior está ocupada por un valle que forma una unión cromática entre el primer plano y el último. Hay un lago en la parte izquierda, rodeado por colinas, que parecen pintadas con manchas de color. En el horizonte, los contornos se difuminan y los colores verdosos se aclaran y difuminan.
Predominan los tonos marrones y verdes, con la intensa nota de color de algunas plantas, el manto y el sombrero.